# Kurt von Stempel

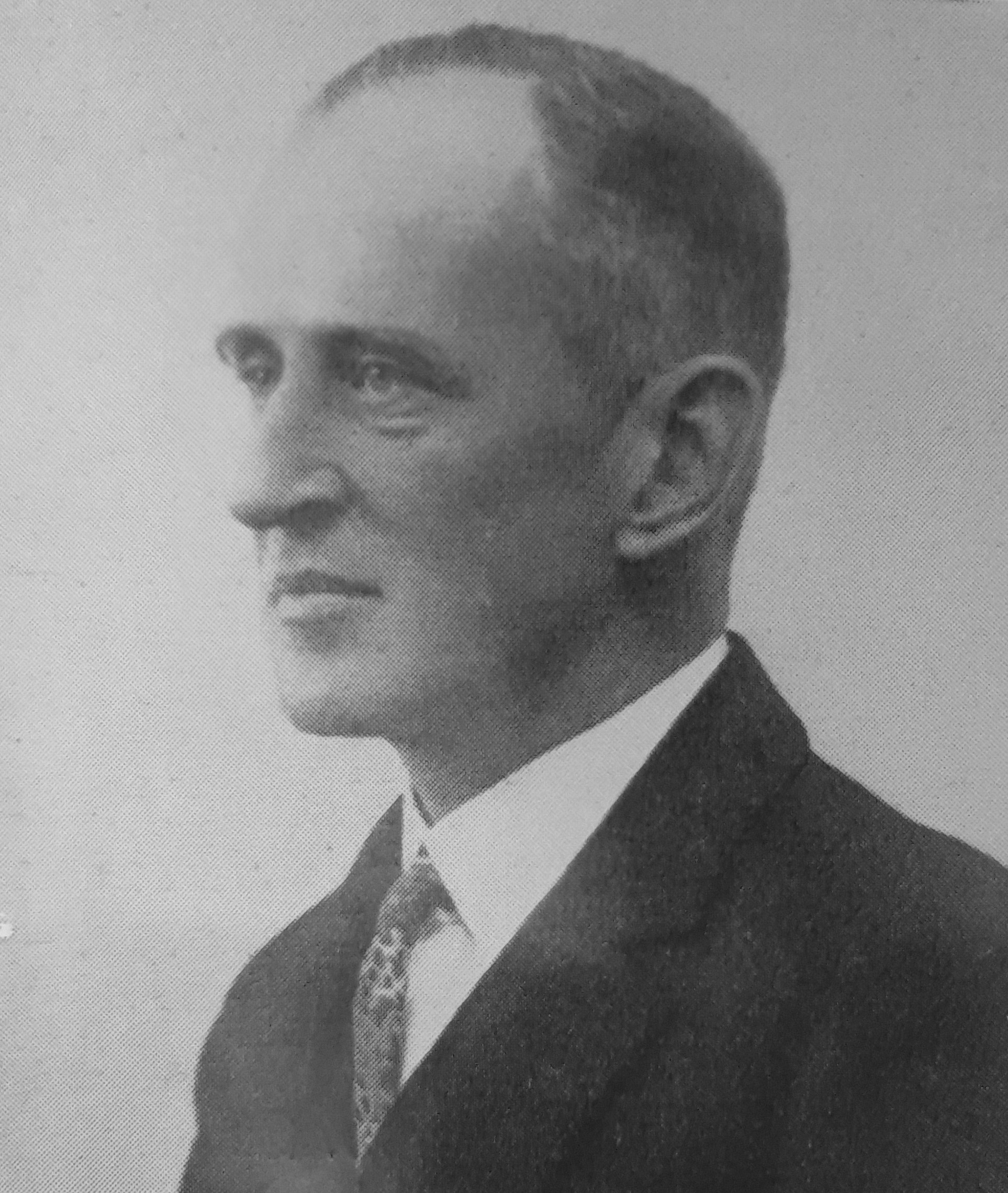
Kurt Baron von Stempel, Präsident des Deutschen und Preußischen Landkreistages, 1931

Kurt Baron von Stempel (* 15. April 1882 in Gut Wittenheim-Sussey, Kurland (Aknīste Bezirk, Lettland); † 26. August 1945 in Potsdam) war ein deutscher Verwaltungsjurist, Landrat und Präsident des Deutschen und Preußischen Landkreistages.

## Familie
Kurt von Stempel entstammte dem kurländischen Adelsgeschlecht der Barone von Stempel. Er wurde geboren als Sohn des Gutsbesitzers Léonce von Stempel (1841–1918) und Elvire von Stempel geb. von Walther ( –1919). Kurts Patenonkel war der russische Heeresgeneral der Kavallerie Oskar von Stempel (1837–1919).
Er war verheiratet mit Elfriede von Stempel geb. Pfeffer (1893–1990). Beide hatten zwei Söhne und eine Tochter. Kurt von Stempel und seine Frau sind in Potsdam auf dem Bornstedter Friedhof beerdigt.

## Leben und Beruf
Kurt von Stempel verbrachte seine Kindheit auf Gut Stabben im landschaftlich wunderschönen Tal der Dhüna in Livland, das seine Eltern 1885 gekauft hatten. Kurt von Stempel besuchte ab 1893 einen sogenannten „Deutschen Kreis“ in Riga, dem nur 9 Schüler angehören durften, im Haus des Lehrers Hermann Bergengruen.  1895 siedelten seine Eltern mit ihm und seinen Brüdern Nicolai und Alexander nach Königsberg um, nachdem sie das wirtschaftlich nicht ertragreiche Gut Stabben 1894 endlich verkaufen konnten.
Kurt von Stempel besucht ab 1995 das Königliche Wilhelms-Gymnasium in Königsberg, das er 1901 mit einem ausgezeichneten Abitur abschloss. Er studierte Rechts- und Staatswissenschaften auf den Universitäten Genf, München, Leipzig und Königsberg. Nach bestandenem Staatsexamen 1904 mit dem Prädikat „gut“ promovierte von Stempel im selben Jahr in Greifswald zum Dr. jur. mit dem Prädikat „magna cum laude“ mit einer Arbeit über Fragen des Schuldrechts. Noch 1904 begann er sein Referendariat im Oberlandesgerichtsbezirk Königsberg mit Stationen am Amtsgericht Pillau und in der Kanzlei des Geheimen Justizrats Krause in Berlin. Am 9. Februar 1909 bestand er sein Assessorexamen mit dem Prädikat „gut“ und wurde als sogenannter Prädikatsassessor in Tisit und Königsberg fortlaufend mit Vertretungen von Richtern gegen Honorar beauftragt. 1911 wechselte er  als Regierungsassessor an die Regierung in Arnsberg (Westfalen).
Im Oktober 1914 übernahm Kurt von Stempel als Rechtsritter des Johanniterordens das Amt eines Delegierten bei der Freiwilligen Krankenpflege. Er übte dieses für ihn wenig befriedigende Amt bis 30. September 1915 aus. Ab Oktober 1915 war Kurt von Stempel bei der deutschen Militärverwaltung in Kurland beschäftigt, um beim Aufbau der Verwaltung zu helfen.
Im Mai 1916 erfolgte die Einberufung von Kurt von Stempel als Referent in der Nachrichtenabteilung des Auswärtigen Amtes, um im sogenannten „Deutschen National-Ausschuss“, einer getarnten Organisation zur Beeinflussung der öffentlichen Meinung im Sinne der Politik des Reichskanzlers Theobald von Bethmann Hollweg mitzuarbeiten. Am 3. Mai 1917 wurde er zum Regierungsrat ernannt.
Am 10. September 1917 folgte er Magnus Freiherr von Braun als kommissarischer Landrat des Kreises Wirsitz (Bezirk Bromberg) in der Provinz Posen. Als umgehend zu lösende Probleme im Landkreis fand er ein notleidendes Überlandwerk, eine falsch finanzierte Kleinbahn und ein völlig unzureichendes Chausseenetz vor. Viel Arbeit war daher zu bewältigen. In den politischen Wirren nach Ende des Ersten Weltkriegs wurde Kurt von Stempel im Januar 1919 durch polnische Aufständische während des Posener Aufstands verhaftet, nach Nakel an der Netze verschleppt und für drei Tage in Gefangenschaft genommen. Nach einem „Waffenstillstand“ zwischen den deutschen, quasi militärischen Formationen und den verlustreich unterlegenen aufständischen Polen wurde er wieder nach Wirsitz zurücktransportiert, musste jedoch noch fünf Tage in Hausarrest verbringen, bis die deutsche Kontrolle im Landkreis wiederhergestellt war. Kurt von Stempel brachte seine Familie in Schneidemühl in Sicherheit, denn es war abzusehen, dass der Landkreis Wirsitz in polnische Verwaltung abgegeben würde. Er selbst fand bei der deutschen Familie von Paul Ramm auf ihrem Landgut nördlich von Wirsitz freundliche Aufnahme.
Sein Vorgänger als Landrat des Kreises Wirsitz, Magnus Freiherr von Braun, Vater von Wernher von Braun, war zwischenzeitlich Personalienrat im preußischen Innenministerium geworden und bat Kurt von Stempel den Posten des Landrats im Kreis Kolberg-Körlin in der Provinz Pommern an. Im September 1919 wurde Kurt von Stempel als Landrat dorthin berufen. Seine erste Aufgabe war die erfolgreiche und allerseits anerkannte Auskreisung der etwa 30.000 Einwohner zählenden Stadt Kolberg, die dem Kreisverband längst entwachsen war.
Kurt von Stempel suchte und fand weitere Betätigungsmöglichkeiten, denn die Arbeit als Landrat allein lastete ihn nicht mehr aus. Er engagierte sich im „Verband der preußischen Landkreise“, hielt auf dessen Hauptversammlung im Jahre 1925 einen viel beachteten Vortrag über Landstraßenbau und Straßenunterhaltung und kam auf diese Weise allmählich in den Vorstand und verschiedene Fachausschüsse des Verbandes. Ebenso arbeitete er intensiv in den Organen des Verbandes der Landkreise, dem Deutschen und Preußischen Landkreistags, mit und konnte sich allmählich großes Ansehen, insbesondere durch die mehrmonatige Vertretung des erkrankten Verbandsgeschäftsführers Landrat a. D. Otto Constantin, erwerben.
Nach mehr als zehn Jahren als Landrat schied Kurt von Stempel im Januar 1928 aus dem Staatsdienst aus, um das Amt des hauptamtlich geschäftsführenden Präsidenten des Deutschen und Preußischen Landkreistags zu übernehmen, zu dem er im Dezember 1927 gewählt worden war. Seine Aufgaben waren der Ausbau der Organisation des Verbandes, die Erweiterung der Geschäftsstelle durch Einstellung neuer und ebenso bewährter Kräfte wie die schon vorhandenen es waren, die Fühlungnahme mit allen Zentralstellen des Reichs und Preußens und die Pflege der Beziehungen zu den außerpreußischen Mitgliedsverbänden, die Zusammenarbeit mit den Parlamenten und die Gewinnung neuer Beziehungen zu Abgeordneten und Presse. Kurt von Stempel bezeichnete den Zeitabschnitt seiner Präsidentschaft als den Höhepunkt überhaupt in seinem beruflichen Leben. Nach der Machtübernahme durch die Nationalsozialisten im Jahr 1933 wurde er gezwungen, dieses Amt im Alter von 51 Jahren im Juni 1933 aufzugeben.
Auf der Suche nach einer neuen Tätigkeit nahm Kurt von Stempel Kontakt mit dem ihm gut bekannten preußischen Finanzminister Johannes Popitz auf, der ihn an den Reichssparkommissar und Präsidenten des Reichsrechnungshofs Moritz Saemisch vermittelte. Dieser konnte ihm eine Beschäftigung zunächst nicht als Beamter, sondern nur über Privatdienstvertrag ab August 1933 anbieten. Es dauerte viele Monate, bis Kurt von Stempel als Beamter in den Reichsdienst wechseln konnte. Er musste sich allerdings mit einer Stelle als Rechnungshofdirektor, die der eines Ministerialdirigenten entsprach, begnügen. Am 1. Mai 1934 begann Kurt von Stempel als Direktor in der Präsidialabteilung des Reichsrechnungshofs.  In dieser Abteilung wurde ab 1934 eine moderne, auf die Zukunft gerichtete Beratung auf kommunalem Gebiet aufgebaut, die die von Sämisch schon als Reichssparkommissar praktizierte Beratungs- und Gutachtentätigkeit aufgriff und erweiterte. Zahlreiche umfangreiche Gutachten, die für große Städte (beispielsweise für Altona, Offenbach, Wiesbaden, Gelsenkirchen, Breslau, Halle, Dortmund und Dresden) bis Ende 1939 im Rahmen einer zeit-, orts- und sachnahen Beratungsrevision erstellt wurden, belegen diese neue und moderne Ausrichtung des Reichsrechnungshofs, die sich fundamental von der traditionellen, nachverfolgenden Rechnungsprüfung anderer Abteilungen des Reichsrechnungshofs unterschied. In den Jahren zwischen 1934 und 1941 erstellte die Präsidialabteilung des RRH insgesamt 346 Gutachten. 1941 wurden die letzten drei Gutachten erstellt. Die Mitarbeiter der Präsidialabteilung wurden nach Kriegsbeginn entweder zur Wehrmacht einberufen, an die Haupttreuhandstelle Ost abgegeben oder in den besetzten Gebieten zu begleitenden Maßnahmenprüfungen, beim Verwaltungsaufbau und zur Korruptionsbekämpfung eingesetzt. Kurt von Stempels letzte Arbeit in den beiden ersten Kriegsjahren war eine nach Kriegsende zu veröffentlichende Ausarbeitung „Die Erfahrungen des Reichsparkommissars und des Präsidenten des Rechnungshofs über die Verwaltung von Gemeinden und Gemeindeverbänden“. 1942 konnte Kurt von Stempel gelegentlich Vertretungen innerhalb des Rechnungshofs und gelegentlich auch Sonderaufgaben außerhalb wahrnehmen.
Kurt von Stempel war vermutlich bis Kriegsende Mitarbeiter am Rechnungshof des Deutschen Reichs.
Während seines langen Berufslebens war Kurt von Stempel 1929 Mitglied des vorläufigen Reichswirtschaftsrats, 1929–1931 Verwaltungsrat der Preußischen Landespfandbriefanstalt  und Verwaltungsrat der Reichsanstalt für Arbeitsvermittlung und Arbeitslosenversicherung. Er gehörte Ausschüssen des Deutschen Sparkassen- und Giroverbandes und der Deutschen Girozentrale an.

## Veröffentlichungen und Vorträge
- Wie unterscheiden sich nach dem Bürgerlichen Gesetzbuche Forderungsübertragung und Schuldübernahme hinsichtlich ihres Einflusses auf Forderung, Einwendungen und Nebenrechte? Dissertation, Greifswald 1904.
- Regionalreform und Kreisverfassung. Gedanken und Vorschläge des Preussischen Landkreistages zur kommunalen Verwaltungsreform. Berlin, 1928
- Die Organisation der Mecklenburg-Schwerinischen Ämter im Vergleich zu den Organisationen und Formen der anderen deutschen Landkreise unter Berücksichtigung der vom Sparkommissar in dieser Beziehung berührten Probleme. Vortrag, Hagnow, 1930.